# Jardín japonés de Buenos Aires

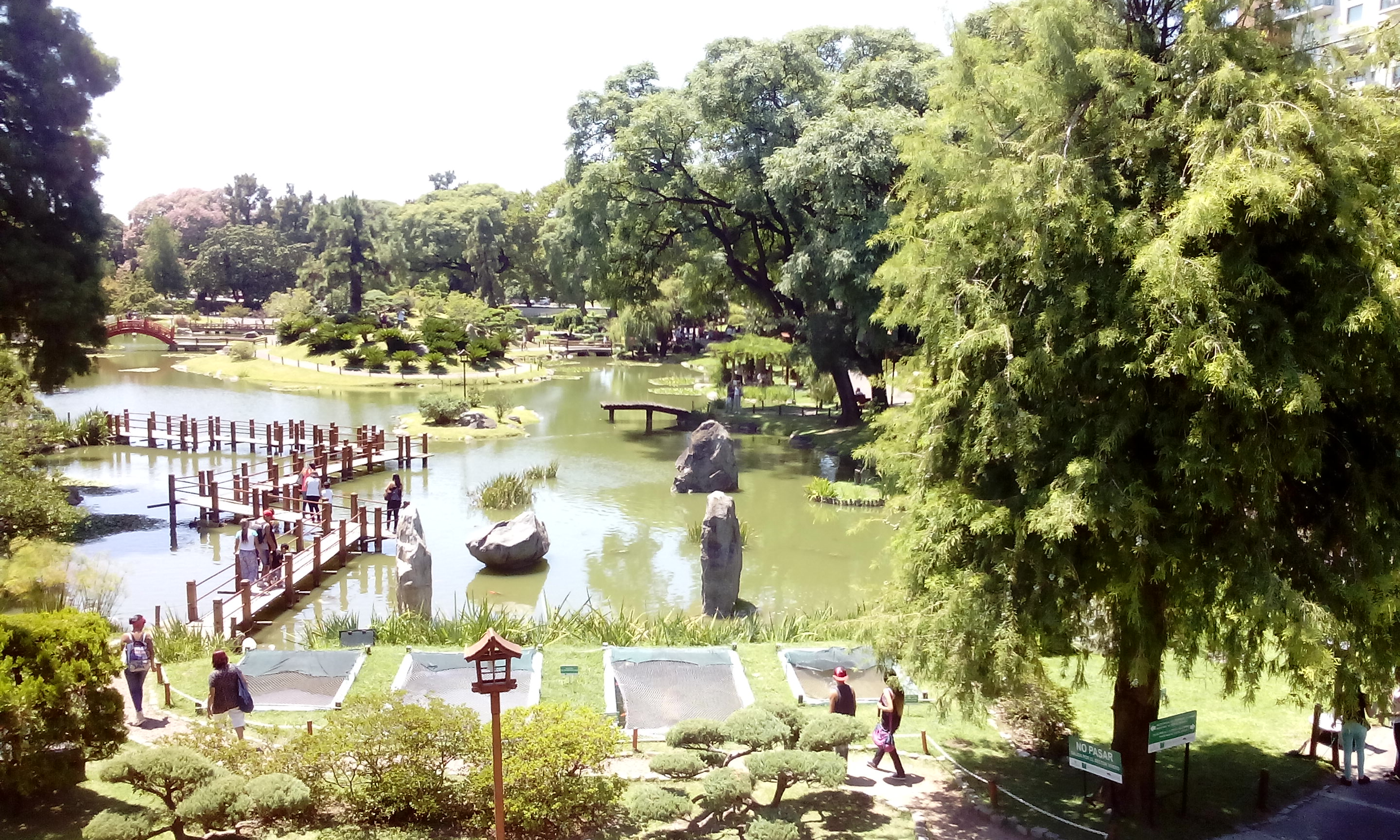
Jardín Japonés, Verano 2015.

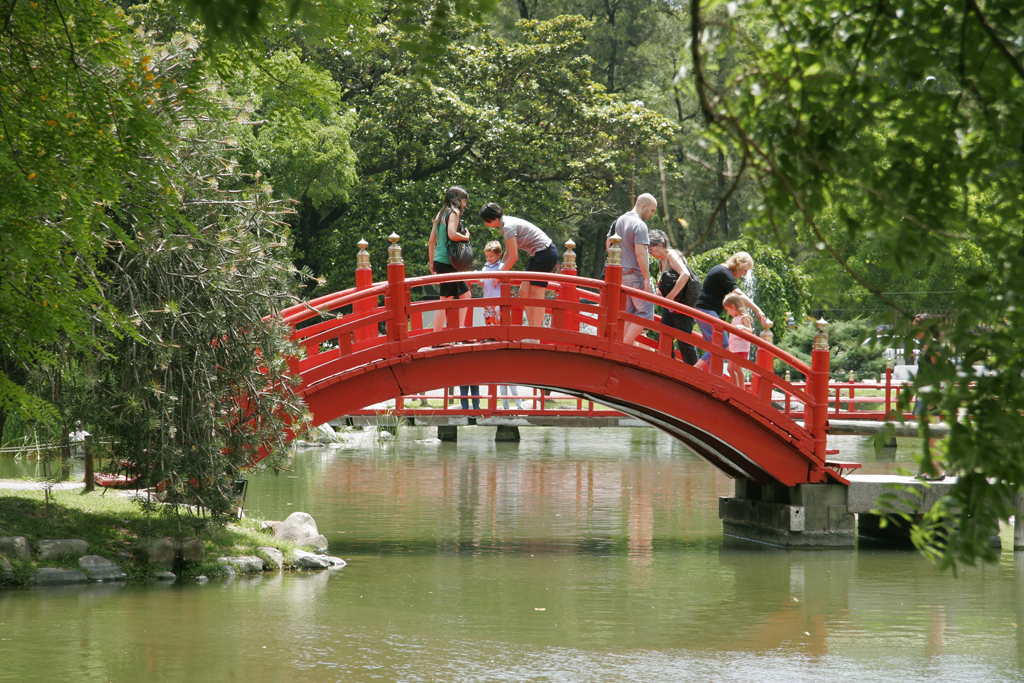
Taiko Bashi. Puente curvo.

El Jardín japonés  es un jardín argentino ubicado en el Parque Tres de Febrero del barrio de Palermo, ciudad de Buenos Aires.

## Historia
El Jardín Japonés se construyó con el aporte y esfuerzo de la Colectividad Japonesa en el año 1967, como testimonio de la primera visita a la Argentina de un integrante de la Familia Imperial Japonesa, el Príncipe Heredero Akihito y la Princesa Michiko. Este Jardín es un emblema representativo de la relación entre Argentina y Japón, donado por la Colectividad a través de la Embajada de Japón en la Argentina a la Municipalidad de la Ciudad de Buenos Aires en el año 1967, y aceptada por la Ordenanza N.º 22.372/67 y decreto N.º 4935.
Desde 1989 la Fundación Cultural Argentino Japonesa en acuerdo con el Gobierno de Buenos Aires se hace cargo de la administración del Jardín Japonés e incrementar las actividades de difusión de la Cultura Japonesa a través de Convenciones que se realizaron en el Interior y exterior del País. En el año 2004, se declara de Interés Turístico al Jardín por la Subsecretaría de Turismo de la Ciudad Autónoma de Buenos Aires según registro N.º 742 SSTUR. Continuando con las Declaratorias en el año 2006.
Por decreto de la Presidencia de la Nación N 652/2008, fue declarado “Bien de Interés Histórico Artístico Nacional” al Complejo Cultural y Ambiental Jardín Japonés. En noviembre del 2009, se sanciona la ley 3308 por la Legislatura de la Ciudad Autónoma de Buenos Aires. Luego, se firma el Convenio por 20 (veinte) años más, el 23 de septiembre de 2010 para continuar con la administración y cuidado del Jardín Japonés y la Difusión de la Cultura Japonesa.
Al Jardín, actualmente, se lo conoce mundialmente como el Jardín Japonés más grande fuera de Japón. Tuvimos muchos acontecimientos importantes que se han producido en el transcurso de estos años:
Como el honor de recibir a los siguientes miembros de la familia imperial:
- 1991 el Príncipe Takamado y su Princesa Consorte
- 1997 los príncipes entonces y ahora actuales Emperador Akihito y la Emperatriz Michiko
- 1998 el Príncipe Akishino y la Princesa Kiko

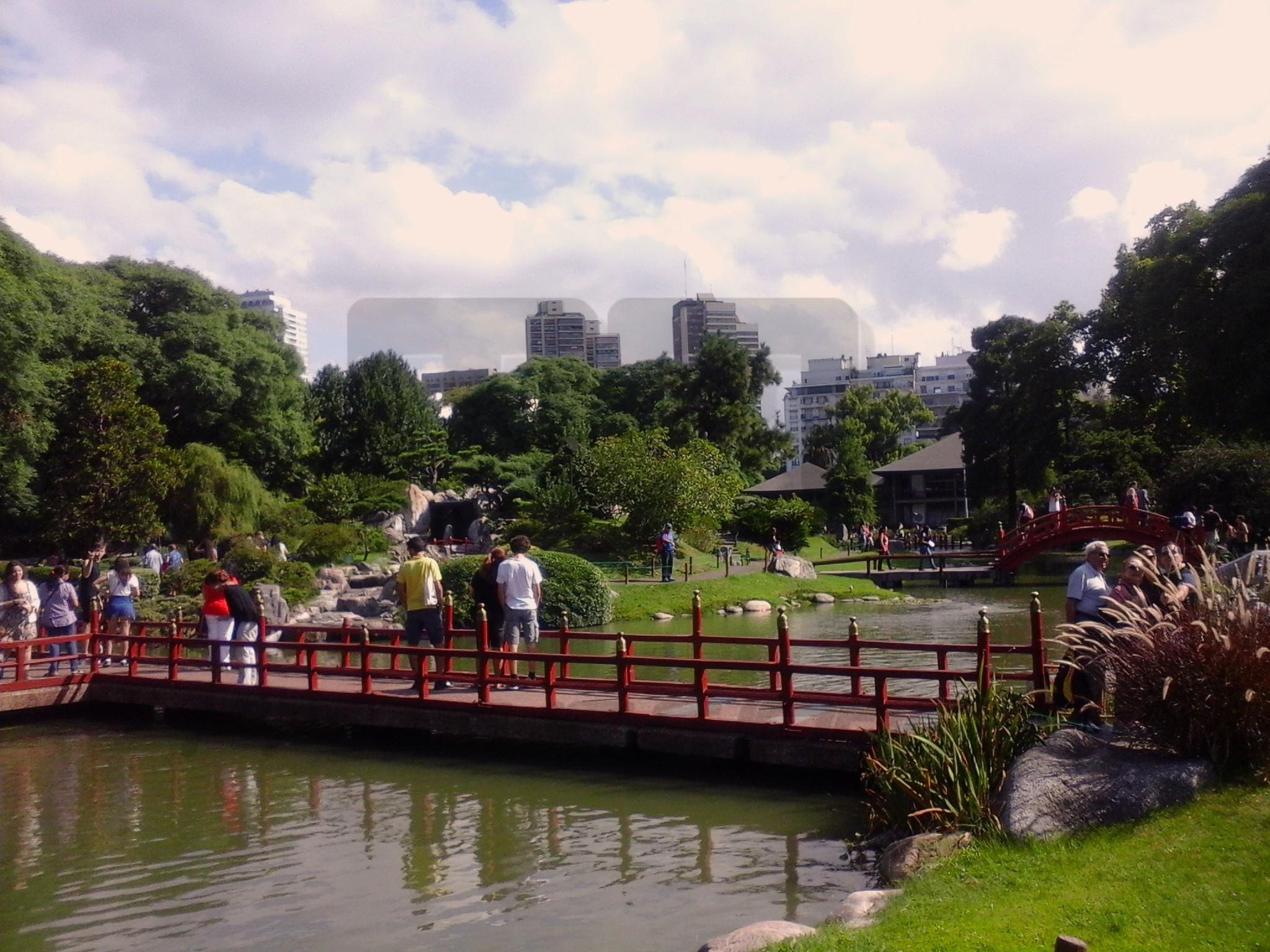
- El Jardín Japonés de Buenos Aires en la tarde de verano del 20 de enero de 2015

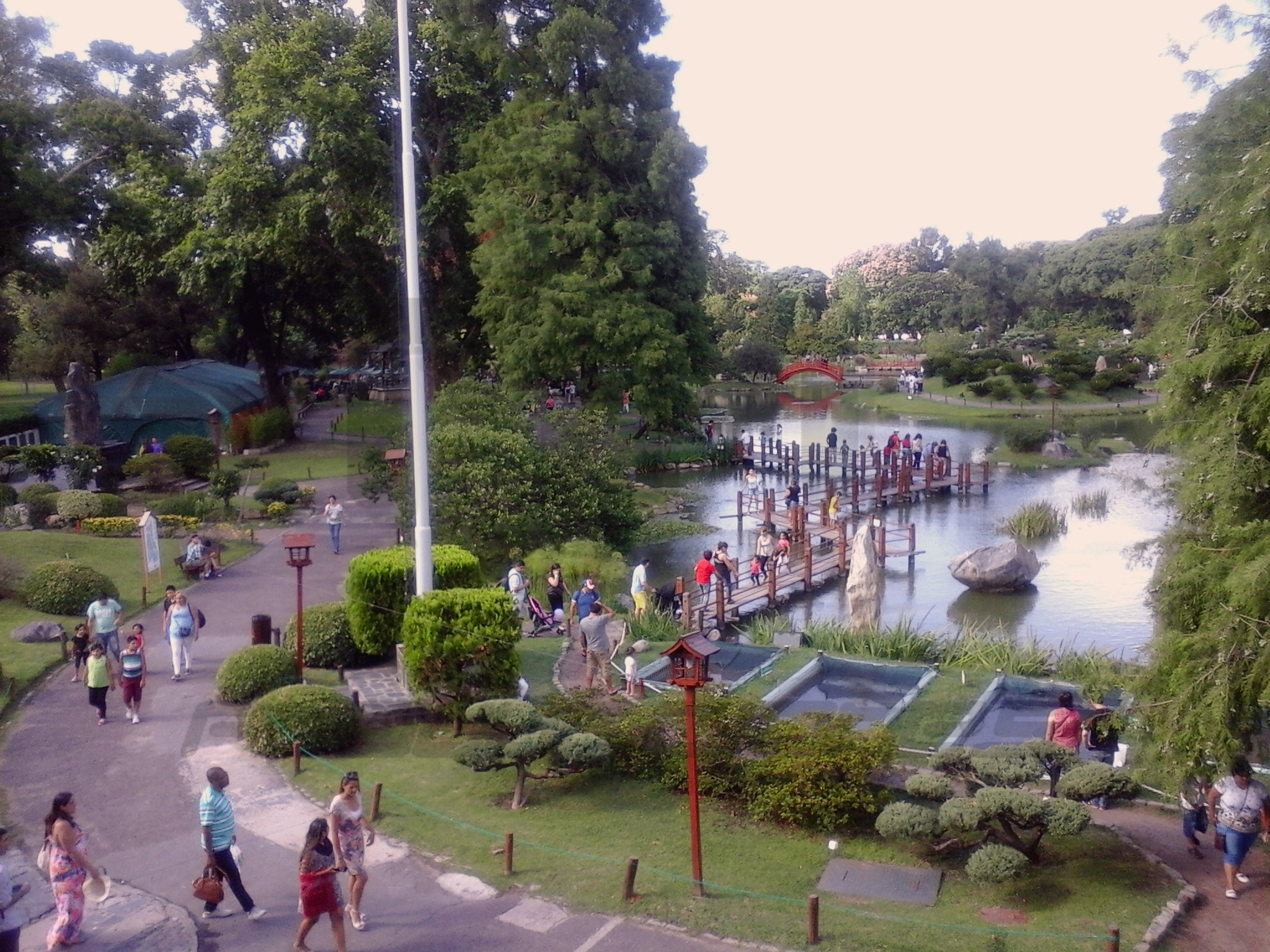
- Vista aérea del Jardín Japonés de Buenos Aires, del 20 de enero de 2015

- 2013 la Princesa Akiko de Mikasa

## Varios

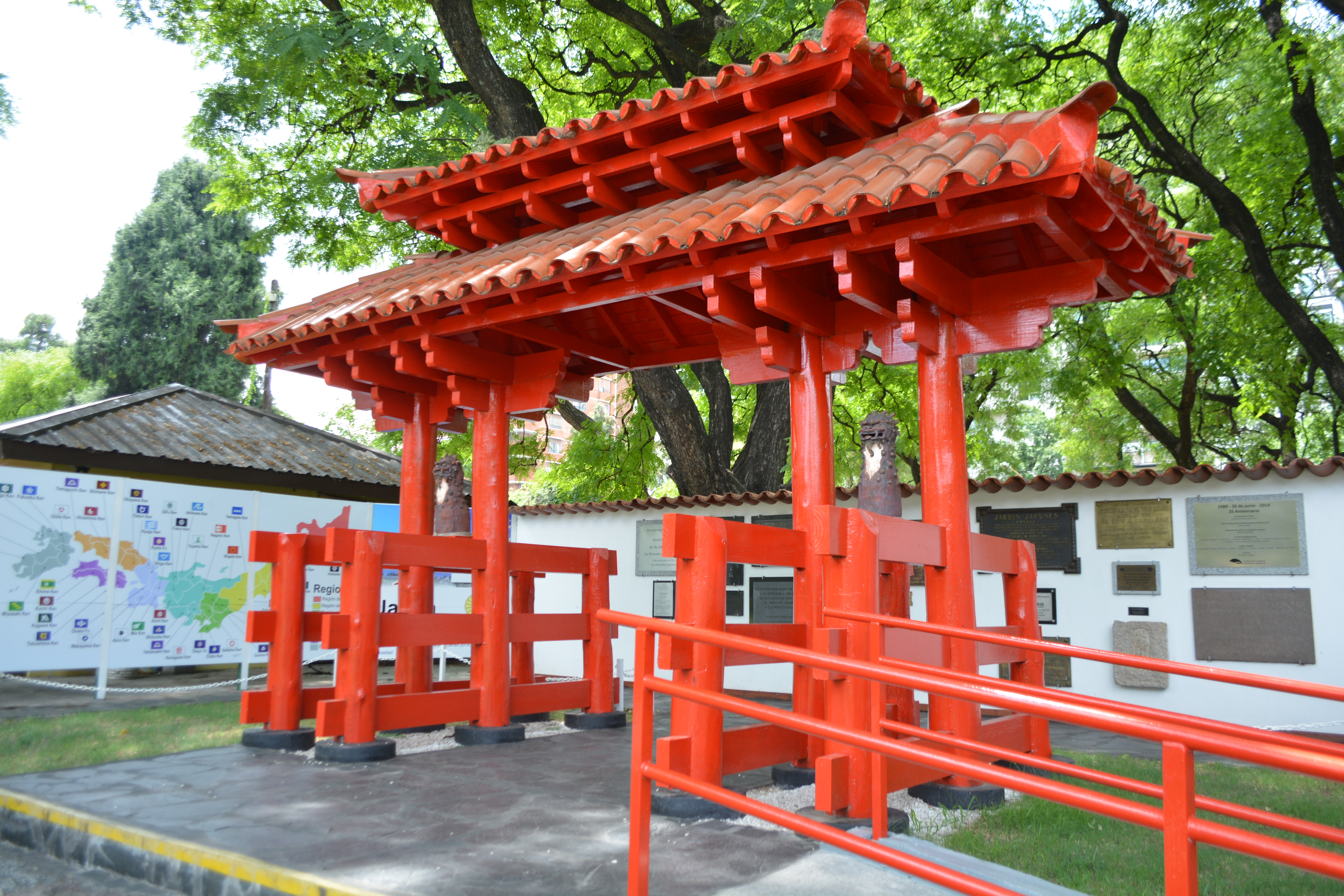
Shureimon, es un portal que homenajea a la inmigración Okiwanense en Argentina.

Para que cada vez sean más los que tengan la oportunidad de conocer e interiorizarse de la cultura japonesa, tienen ingreso gratuito al Jardín menores de 12 años y jubilados/pensionados de 65 años en adelante, de la misma manera,  las escuelas de nivel primario y secundario, pueden realizar visitas gratuitas. Además una vez a la semana (incluyendo un sábado al mes) los argentinos y residentes argentinos tienen entrada gratuita presentando documento sin excepción. Unas de las premisas del Jardín Japonés, es la  contribución activa al mejoramiento social y ambiental de nuestra comunidad.
Además de su jardín, en el recinto se encuentra un edificio que contiene un centro de actividades culturales japonesas, una exposición sobre la cultura japonesa (kimono, pintura, origami, vajilla japonesa), un restaurante, un vivero donde se pueden comprar bonsái y otras especies de plantas como sakura y orquídeas. También hay una tienda de venta de variados artículos, donde se puede conseguir nombres escritos en japonés.
Todos los elementos que se encuentran buscan la armonía y el equilibrio. Los puentes constituyen símbolos. Existe uno muy curvo y sumamente difícil de atravesar, llamado Puente de Dios que representa el camino al paraíso. Otro llamado Puente Truncado que conduce a la isla de los remedios milagrosos. Y el puente Zig Zag, o también conocido como el puente de las decisiones. 
Además de los añosos árboles autóctonos como la tipa y el palo borracho, puede encontrarse también gran variedad de plantas japonesas, entre ellas el sakura, el Acer palmatun y las azaleas. El parque también cuenta con una gran cantidad de carpas de variados colores, las cuales pueden ser alimentadas comprando alimento balanceado en el mismo centro.
También hay una escultura de un samurái, hecha en mármol, realizada por el artista Baku Inoue. 

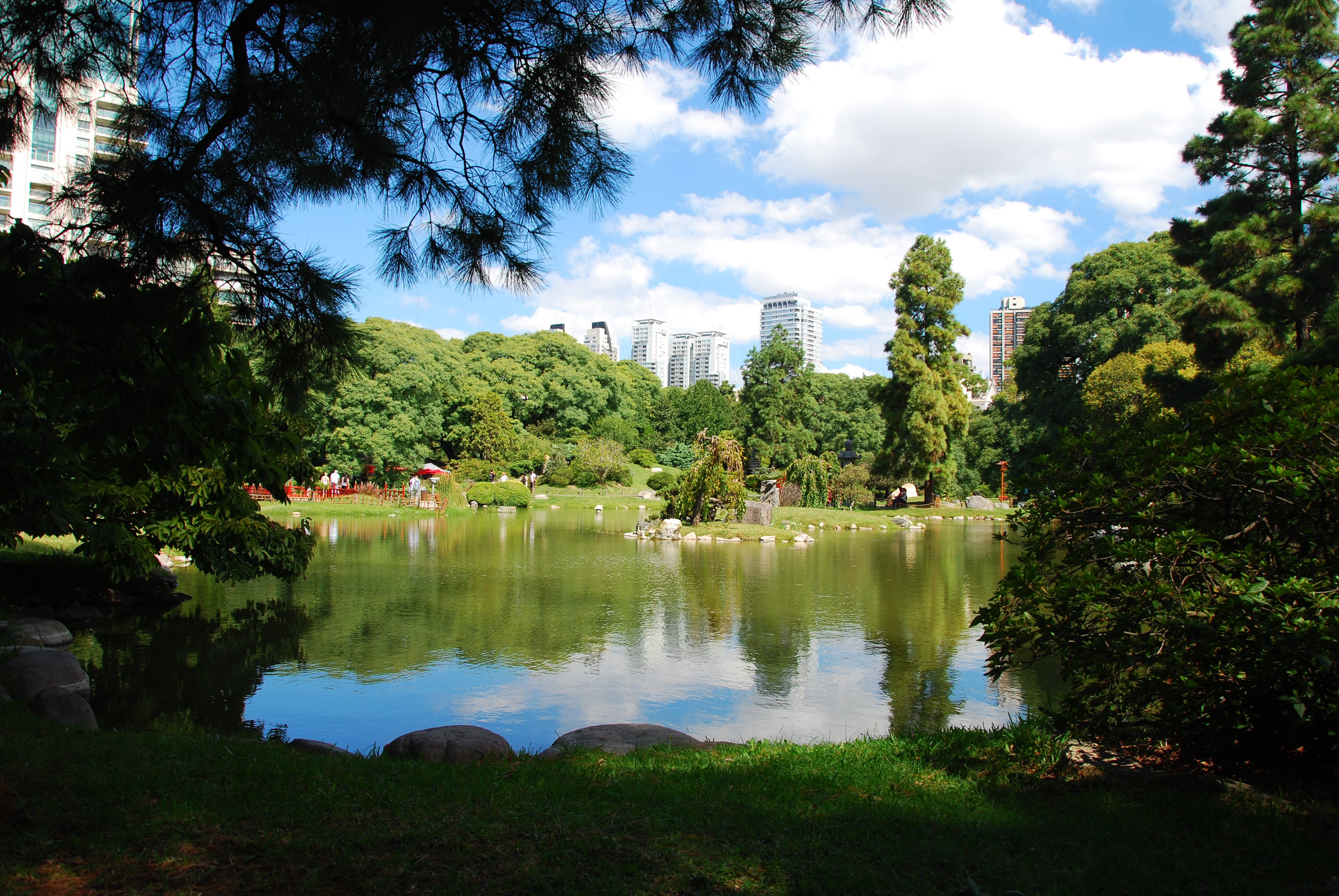
Interior del Jardín Japonés.
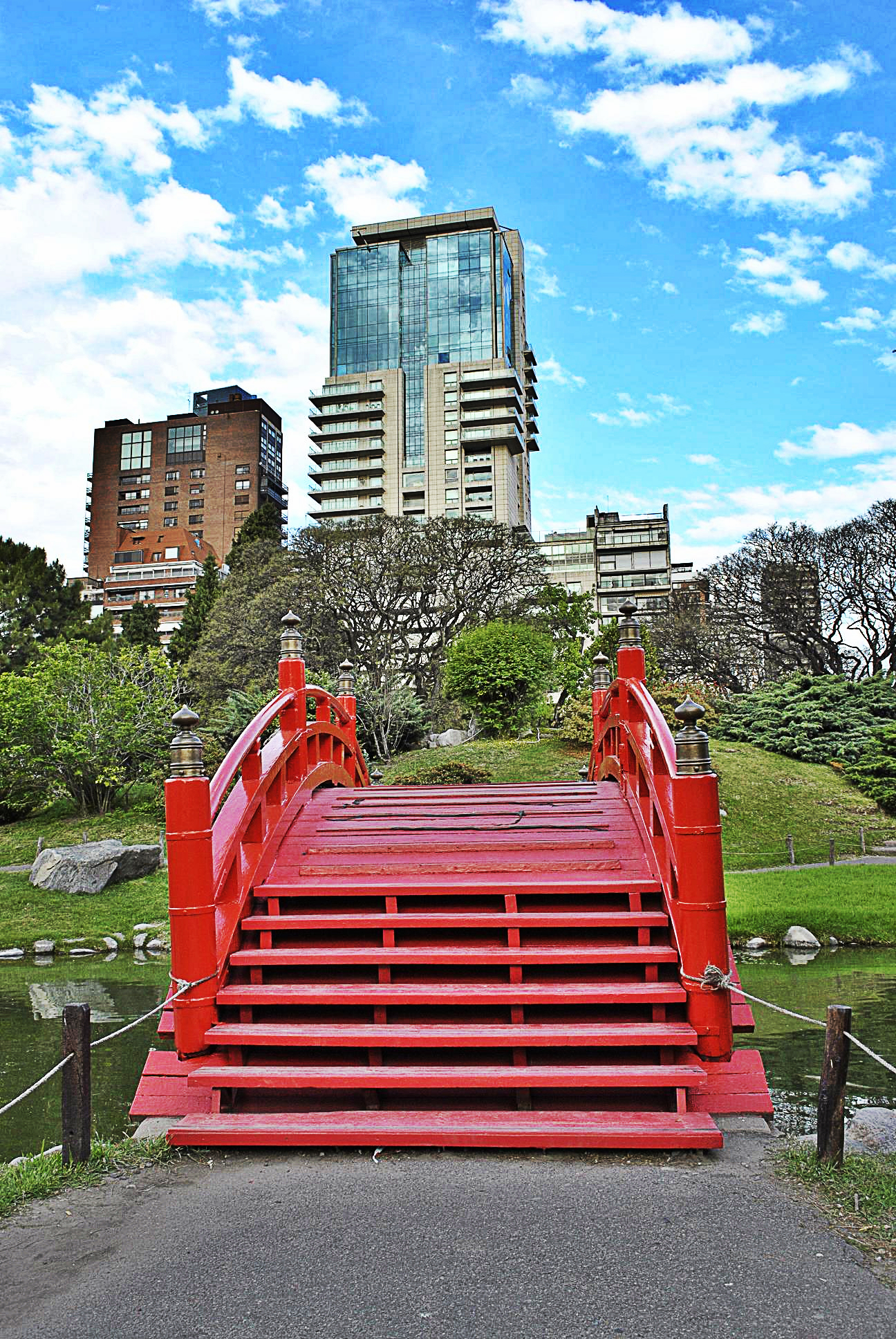
Puente Taiko Bashi
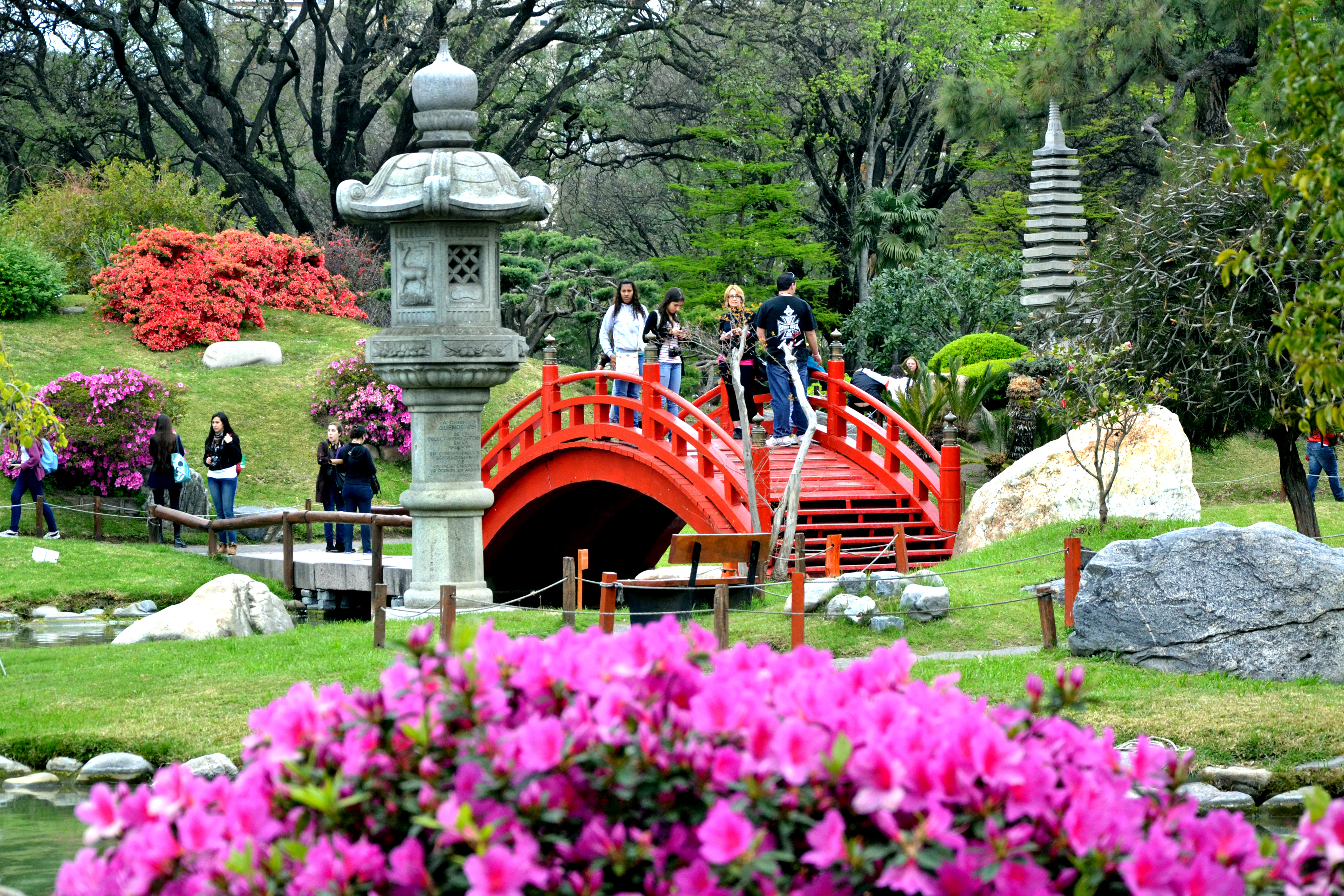
El farol que le da origen al Jardín Japonés.
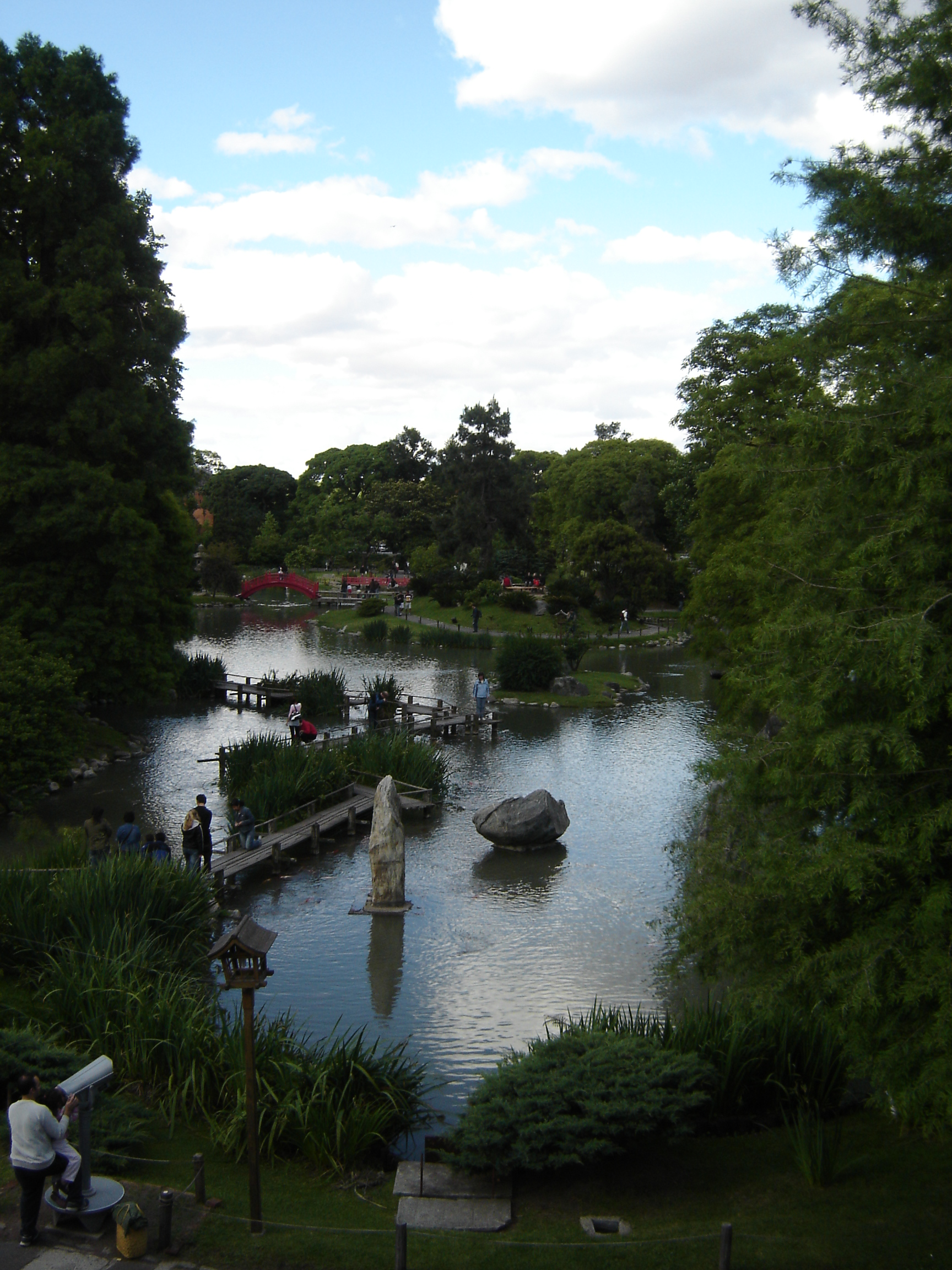
Vista panorámica del Jardín Japonés, foto tomada desde el balcón mirador.
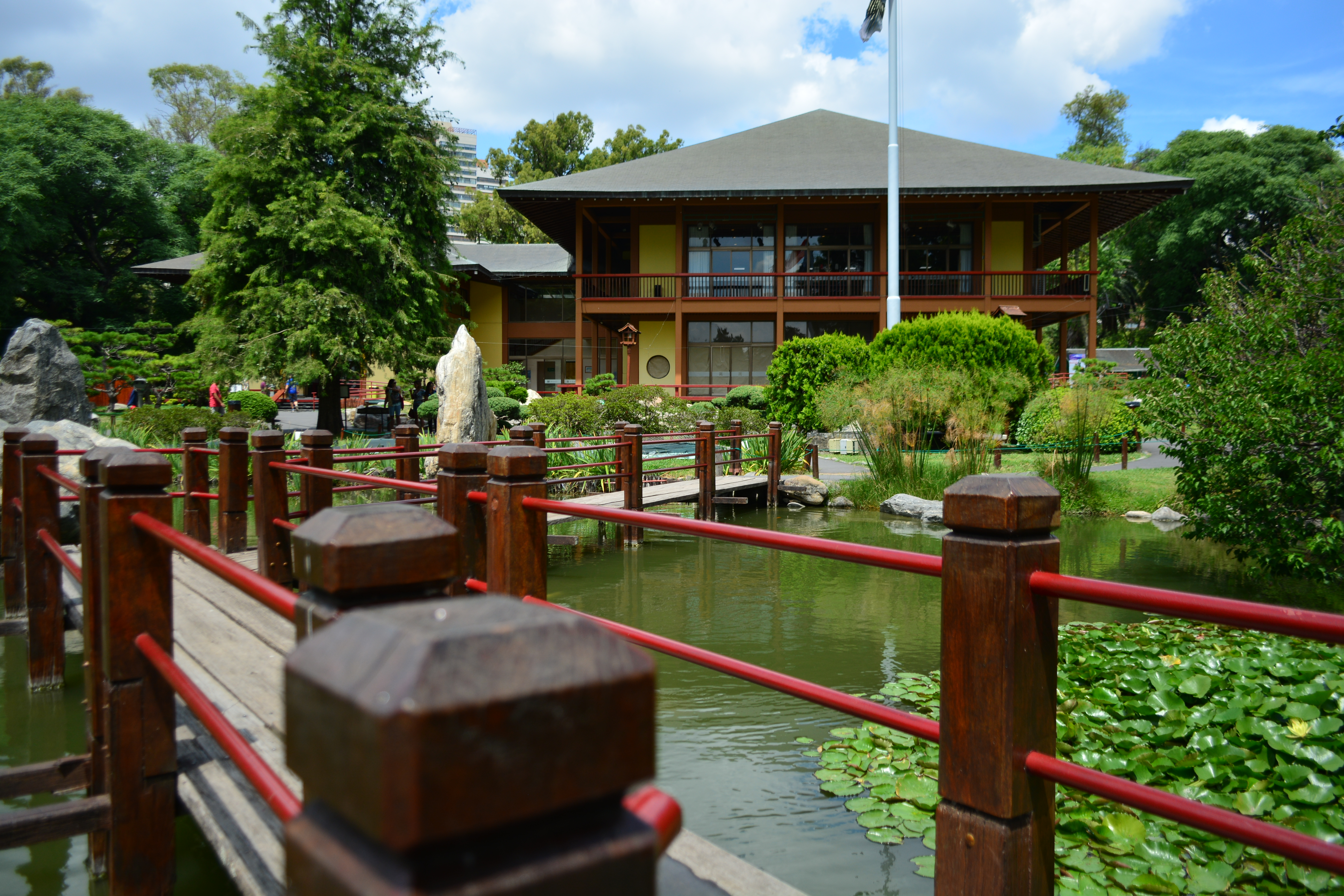
Puente de las decisiones.